# 金川駅
金川駅（かながわえき）は、岡山県岡山市北区御津金川にある、西日本旅客鉄道（JR西日本）津山線の駅である。
岡山市北区御津地域（旧御津郡御津町）の中心駅である。

## 歴史
- 1898年（明治31年）12月21日：中国鉄道本線（現在の津山線）開業と同時に設置[1]。
- 1944年（昭和19年）6月1日：中国鉄道の鉄道部門が国有化され、国有鉄道津山線の駅となる[1]。
- 1967年（昭和42年）4月9日：昭和天皇、香淳皇后が第18回全国植樹祭に合わせて県内を行幸啓。金川駅発-中国勝山駅着のお召し列車が運転[2]。
- 1971年（昭和46年）11月15日：貨物の取り扱いを廃止[1]。
- 1984年（昭和59年）2月1日：荷物扱い廃止[1]。
- 1987年（昭和62年）4月1日：国鉄分割民営化により、西日本旅客鉄道の駅となる[1]。
- 2005年（平成17年）2月1日：駅舎を改築[3]。
- 2021年（令和3年）
  - 5月31日：この日をもって切符売場が営業を終了[4]。無人化に伴い、駅スタンプの設置を終了。
  - 6月1日：この日より終日無人駅となる[4][5]。

## 駅構造

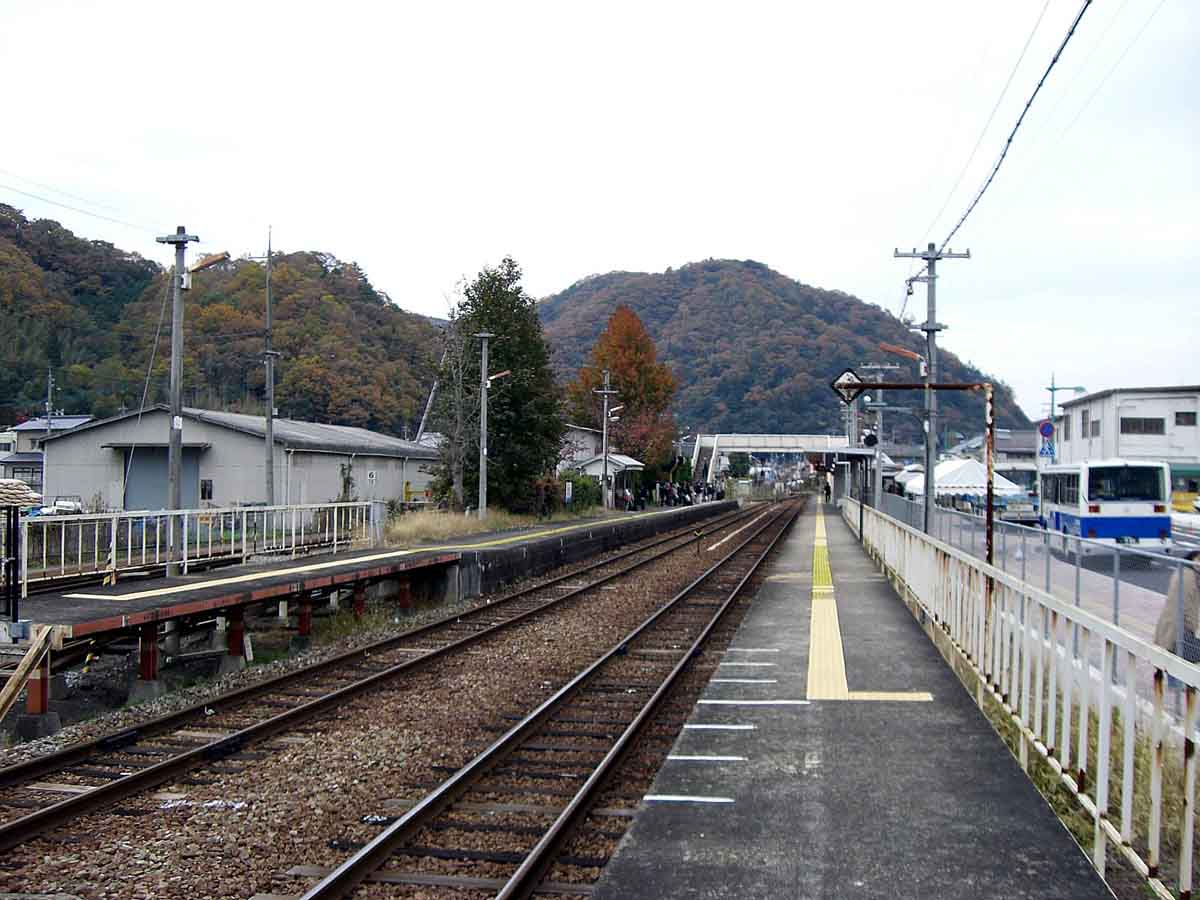
構内（2006年11月）

岡山駅が管理する無人駅である。かつてはJR西日本岡山メンテックが駅業務を受託する業務委託駅であった。
相対式ホーム2面2線を有し、列車交換が可能な地上駅である。かつては開業時に建てられた木造の大きな駅舎があり、手入れも比較的良好であったが、岡山国体の開催を機に2005年（平成17年）2月1日にコンクリート製のものに改築された。またその際に駅舎の位置が岡山方へ約40m移動している。2006年（平成18年）2月に2番のりばのみプラットホームの屋根が完成した。男女別の水洗式便所がある。
反対側のホームに待合室がある。ホーム間は跨線橋で繋がっている。通常とは逆に駅舎寄りが2番線であり、跨線橋を渡るホームが1番線となっている。2番線を下り本線、1番線を上り本線とした構造となっているが、岡山方からは2番のりばへの進入も可能である。一方、津山方からは2番のりばにのみ進入可能であり、列車の行き違いがなければ上下列車とも基本的に駅舎側の2番線に停車する。2021年10月1日まで設定されていた当駅始発の岡山行きは、1番のりばから発車していた。

### のりば
| のりば | 路線   | 方向 | 行先           |
| ------ | ------ | ---- | -------------- |
| 1・2   | 津山線 | 上り | 福渡・津山方面 |
| 1・2   | 津山線 | 下り | 岡山行き       |

## 利用状況
1日の平均乗車人員は以下の通りである。
| 乗車人員推移 | 乗車人員推移 |
| 年度         | 1日平均人数  |
| ------------ | ------------ |
| 1999         | 888          |
| 2000         | 868          |
| 2001         | 879          |
| 2002         | 879          |
| 2003         | 896          |
| 2004         | 906          |
| 2005         | 945          |
| 2006         | 949          |
| 2007         | 973          |
| 2008         | 982          |
| 2009         | 963          |
| 2010         | 929          |
| 2011         | 911          |
| 2012         | 895          |
| 2013         | 867          |
| 2014         | 862          |
| 2015         | 882          |
| 2016         | 895          |
| 2017         | 862          |
| 2018         | 840          |
| 2019         | 816          |
| 2020         | 699          |
| 2021         | 646          |

## 駅周辺

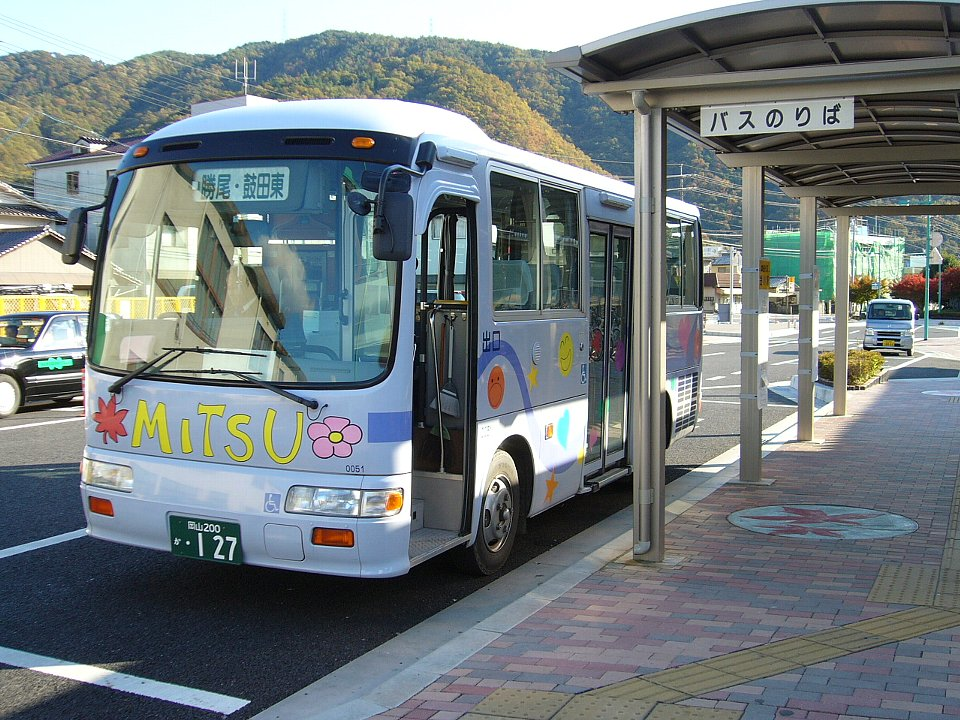
駅前で接続する御津・建部コミュニティバス

駅前の道路はかつての国道53号であり、旧道の東側に金川バイパスが開通したことで現在は岡山県道31号高梁御津線の一部となっている。商店街があり、離れたところにはスーパーやホームセンターもある。駅前ロータリーではタクシーの待ち合いがあるほか、御津・建部コミュニティバスが連絡している。
- 宇甘溪
- 岡山市北区役所御津支所（旧・御津町役場）
- 岡山市北区北保健センター御津分館
- 岡山北警察署宇垣駐在所
- 岡山市北消防署御津出張所
- 御津郵便局
- 中国銀行金川支店
- おかやま信用金庫金川支店
- 朝日塾中等教育学校
- 岡山県立岡山御津高等学校
- 岡山市立御津中学校
- 岡山市立御津小学校
- 岡山市御津金川認定こども園
- 岡山市立金川病院
- ジュンテンドー御津店
- 天満屋ハピーズ金川店
- 国道53号
- 岡山県道31号高梁御津線
- 岡山県道53号御津佐伯線

## 隣の駅
西日本旅客鉄道（JR西日本）
 津山線
■快速「ことぶき」
福渡駅 - （一部建部駅） - 金川駅 - （一部野々口駅） - 法界院駅
■普通（津山駅 - 福渡駅間で快速となる「ことぶき」含む）
建部駅 - 金川駅 - 野々口駅